# Mehanički vezane molekulske arhitekture
Mehanički vezane molekulske arhitekture su molekulske veze koje su posledica njihove topologije. Ovaj tip molekulske veza je analogan sa ključevima na lancu za ključeve. Ključevi nisu direktno povezani sa lancom, ali se ne mogu odvojiti bez otvaranja lanca. Na molekulskom nivou međusobno zaključani molekuli se ne mogu razdvojiti bez otvaranja kovalentnih veza spojenih molekula. Primeri mehanički vezanih molekulskih arhitektura su katenani, rotaksani, molekulski čvorovi, i molekulski boromejski prstenovi.
Sinteza ovih sputanih arhitektura je moguća primenom kombinacije supramolekulskih metoda i tradicionalne kovalentne sinteze. Mehanički vezane molekulske arhitekture imaju svojstva koja se razlikuju od “supramolekulskih konstrukcija” i “kovalentno vezanih molekula”. Nedavno je formiran termin "mehanička veza" da bi se opisala veza između komponenti mehanički međusobno zaklučanih arhitektura. Mada su istraživanja mehanički vezanih molekulskih arhitektura prvenstveno usmerena na veštačka jedinjenja, postoji mnoštvo primera takvih molekula među biološkim sistemima, uključujući: cistinske čvorove, ciklotide ili laso-peptide poput mikrocina J25, i niza peptida. Mehanički vezane molekulske arhitekture se takođe razmatraju kao mogući pristup u razvoju molekulskih mašina putem manipulacije relativnih pozicija njihovih komponenti.

## Primeri mehanički vezanih molekulskih arhitektura
- Rotaksan
- Katenan
- Molekulski čvor
- Molekulski boromejski prstenovi